# Bon pour la tête
Bon pour la tête est un média d’information en ligne suisse romand sans publicité, lancé le 21 juin 2017, à la suite de la fermeture de L'Hebdo et grâce à une campagne de financement participatif,.

## Histoire
En réaction à la suppression de L'Hebdo en février 2017 (dont « Bon pour la tête » était le slogan), une trentaine de journalistes se sont regroupés pour lancer un nouveau média en Suisse romande. Le fondateur de L'Hebdo, Jacques Pilet, ainsi que Florence Perret et Patrick Morier-Genoud, s'associent également à l'aventure.
Le 13 mai 2017, un site internet appelant au financement participatif a été lancé et a permis de récolter 230 000 francs en cinq semaines (dont 110 000 francs le premier jour).
Le média est géré par un comité de bénévoles.
Du lancement du site à avril 2020, 2 568 articles ont été publiés et, en moyenne, 170 000 pages vues ont été enregistrées par mois.